# Jerzy Padewski

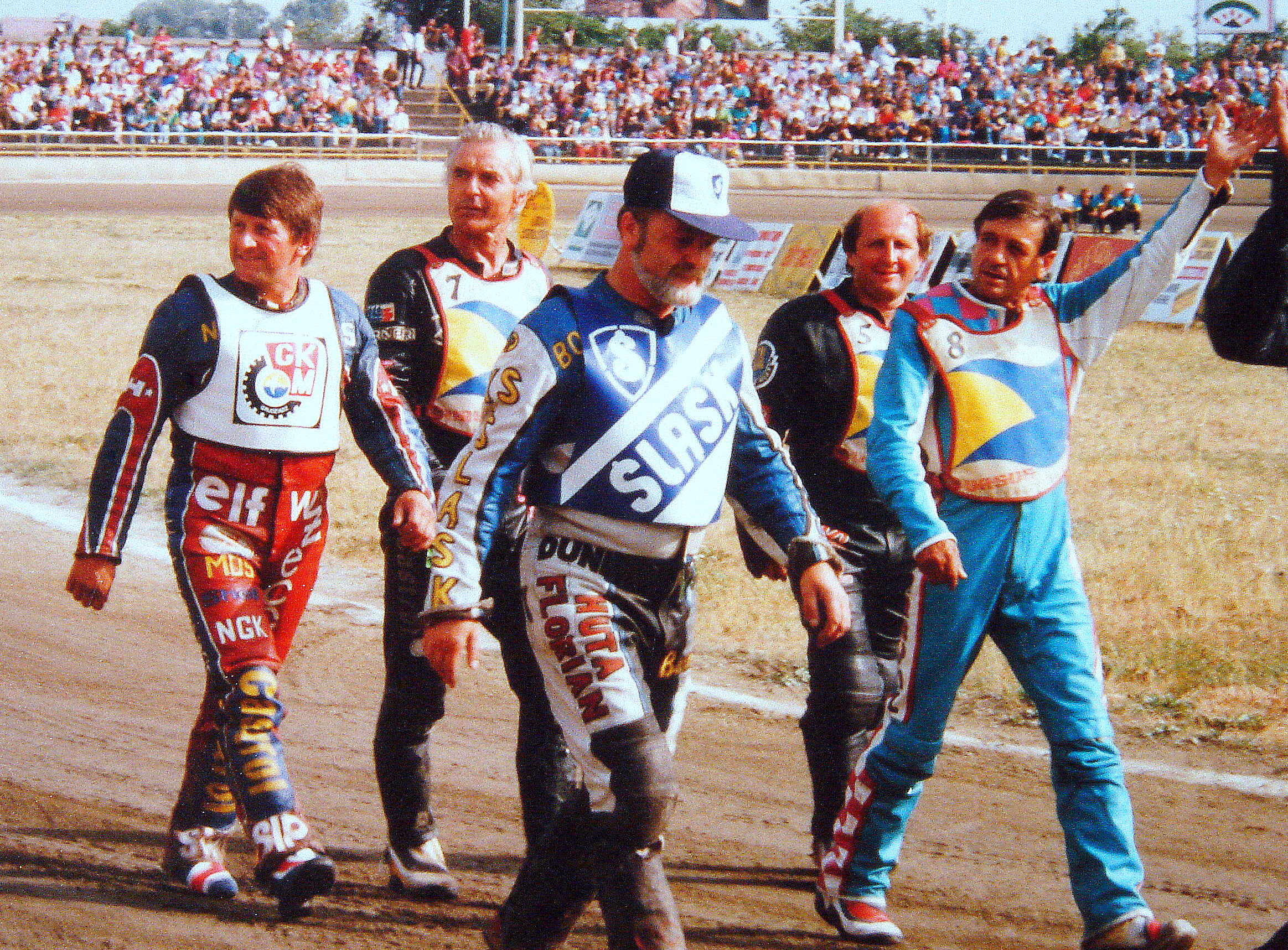
Z nr 8, podczas prezentacji na I Memoriale im. Edwarda Jancarza (1992)

Jerzy Padewski (ur. 16 października 1938 w Pińsku, zm. 6 września 2016) – polski żużlowiec.

## Życiorys
Zawodnik Stali Gorzów Wielkopolski w latach 1956-1971 i 1973–1976. W trakcie swojej długiej kariery odniósł wiele osiągnięć, przede wszystkim drużynowych. Z gorzowską drużyną wywalczył 10 medali Drużynowych Mistrzostw Polski – 4 złote (1969, 1973, 1975, 1976) i 6 srebrnych (1964, 1965, 1966, 1968, 1971, 1974). Życiową formę osiągnął w 1968 roku, dzięki czemu wystąpił w składzie polskiej reprezentacji w finale kontynentalnym Drużynowych Mistrzostw Świata, a przede wszystkim dotarł do finału europejskiego Indywidualnych Mistrzostw Świata.
W sezonie 1972 był na wypożyczeniu w II-ligowym Starcie Gniezno, gdzie był zdecydowanym liderem zespołu.
W latach 1992 i 1993 dwukrotnie zwyciężył w rozgrywanych przy okazji Memoriałów Edwarda Jancarza turniejach oldbojów.
Był także dwukrotnym rekordzistą gorzowskiego toru.